# Helena Wiśniewska (kajakarka)
Helena Irena Wiśniewska (ur. 18 kwietnia 1999 w Bydgoszczy) – polska kajakarka, brązowa medalistka olimpijska, dwukrotna brązowa medalistka mistrzostw świata, brązowa medalistka igrzysk europejskich.

## Kariera
W sierpniu 2018 roku zdobyła brązowy medal mistrzostw świata w Montemor-o-Velho w rywalizacji czwórek na 500 metrów. W składzie były także Karolina Naja, Anna Puławska i Katarzyna Kołodziejczyk.
Następnego roku na igrzyskach europejskich w Mińsku zdobyła brązowy medal w czwórce na dystansie 500 metrów w tym samym składzie, co na poprzednich mistrzostwach świata. Wystąpiła także w dwójce na 200 metrów z Karoliną Nają, zajmując w finale czwarte miejsce. W sierpniu podczas mistrzostw świata w Segedynie zdobyła brązowy medal w czwórce na 500 metrów.
W roku 2021 na igrzyskach olimpijskich w Tokio wraz z Anną Puławską, Justyną Iskrzycką oraz Karoliną Nają w kajakarskiej czwórce zdobywa brązowy medal olimpijski w kajakarskiej czwórce na dystansie 500 metrów.
W sierpniu 2021 została odznaczona Krzyżem Kawalerskim Orderu Odrodzenia Polski.
Jest żołnierzem zawodowym Wojska Polskiego.
W Plebiscycie Przeglądu Sportowego na najlepszego sportowca roku 2023 zajęła razem z Martyną Klatt 8. miejsce.

## Wyniki
Wyniki finałów igrzysk olimpijskich i europejskich oraz mistrzostw świata i Europy.
| Rok  | Zawody               | Miejscowość      | Konkurencja | Czas     | Pozycja |
| ---- | -------------------- | ---------------- | ----------- | -------- | ------- |
| 2018 | Mistrzostwa świata   | Montemor-o-Velho | K-2 200 m   | 37,437   | 5.      |
| 2018 | Mistrzostwa świata   | Montemor-o-Velho | K-4 500 m   | 1:34,568 | brąz    |
| 2019 | Igrzyska europejskie | Mińsk            | K-2 200 m   | 45,771   | 4.      |
| 2019 | Igrzyska europejskie | Mińsk            | K-4 500 m   | 1:42,851 | brąz    |
| 2019 | Mistrzostwa świata   | Segedyn          | K-4 500 m   | 1:34,776 | brąz    |
| 2021 | Igrzyska olimpijskie | Tokio            | K-4 500 m   | 1:36,073 | brąz    |